# Lac de Grimmelshausen
Le lac de Grimmelshausen, entre les villages de Grimmelshausen et de Themar, en Thuringe méridionale, est un lac de retenue réalisé pour écrêter les crues de la Werra. Il a été mis en service en 1991.
La retenue est assurée par un barrage en remblai homogène en limons. Le parement amont est protégé par des enrochements. Le barrage est fondé sur des graves limoneuses. Le fond du bassin a été imperméabilisé par un corroi d'argile. Au centre du barrage l'évacuateur de crue est doté d'un déversoir de trop-plein, d'un aqueduc de vidange et d'un déversoir à poutrelles pour les opérations de maintenance.
Le lac n'est rempli en permanence qu'à 6% (110 000 m3) de sa capacité, qui est de 1 740 000 m3.

## Source
- Coll., « Talsperren in Thüringen », sur Thüringer Talsperrenverwaltung, 1993